# Polenvermögensverordnung
Die Polenvermögensverordnung (Verordnung über die Behandlung von Vermögen der Angehörigen des ehemaligen polnischen Staates) vom 17.  September 1940 (RGBl I, 1940, S. 1270) regelte – zum Teil auch nachvollziehend – die Beschlagnahmung, kommissarische Verwaltung und Einziehung polnischen privaten Besitzes innerhalb des Deutschen Reiches mit den eingegliederten Ostgebieten.

## Geschichte
Schon in den ersten Wochen nach der Besetzung Polens raubten die deutschen Besatzungsverwaltungen die jüdische und polnische Bevölkerung hemmungslos aus. Im November 1939 erörterten Vertreter der deutschen Besatzungsbehörden, wie bei den geplanten Abschiebungen von Juden und nationalbewussten Polen aus dem Warthegau deren Vermögenswerte erfasst, beschlagnahmt und vereinnahmt werden sollten. Erst allmählich wurde die von Hermann Göring neu gegründete Haupttreuhandstelle Ost zur allmächtigen und konkurrenzlosen Zentralinstitution des Vorganges, wobei die vorangegangenen Arisierungen im Reich, Österreich und dem Protektorat als Vorbild dienten. Erst nach monatelangen Verhandlungen mit dem Reichswirtschaftsministerium und anderen Ressorts wurde mit der Polenvermögensverordnung nachträglich ein legalistischer Rahmen für den Vermögensentzug geschaffen.
Das Ausmaß der Vermögen, die die Haupttreuhandstelle Ost ihren rechtmäßigen Eigentümern im besetzten Polen und auch im Altreich entzog, war immens.

## Inhalt
In § 2 heißt es:
1. Die Beschlagnahme kann ausgesprochen werden, a) wenn das Vermögen zum öffentlichen Wohl, insbesondere im Interesse der Reichsverteidigung oder der Festigung des deutschen Volkstums benötigt wird.[4]